# Suspyre
Suspyre is een Amerikaanse progressieve-metalband die is opgericht in 2001.

## Biografie
Suspyre werd in 2001 opgericht in New Jersey door drummer Chris Myers en gitaristen Gregg Rossetti en Rich Skibinsky, beïnvloed door bands als Dream Theater, Opeth en Symphony X en daarnaast klassieke componisten. Zanger Kevin O'Hara werd later aan de band toegevoegd.
Toen ze aan hun eerste album werkten, werd Myers vervangen door Sam Paulicelli en voegde ook Clay Barton zich bij de band. Tijdens de voltooiing van het album werd ook nog bassist Kirk Schwenkler vervangen, aanvankelijk door Noah Martin die het album inspeelde en later definitief door Andrew Distabile. In 2005 kwam hun debuutalbum The Silvery Image uit. 
In 2007 hun tweede album, A Great Divide. Dit album werd op Nightmare Records uitgebracht. Ter promotie van dit album speelden ze onder anderen op Chicago PowerFest 2007. Na dit optreden verliet Paulicelli de band.
In september 2008 verscheen vervolgens hun derde album, When Time Fades... op Sensory Records. Eerder dat jaar was ook April Sese al toegetreden tot de band als toetseniste. In oktober speelden ze voor het eerst in Europa op ProgPower Europe.
Ook in 2009 vonden enkele bezettingswissels plaats: Skibinsky verliet de band, terwijl met Gabe Marshall een nieuwe drummer binnengehaald werd. Bassist Andrew Distabile verving Skibinsky als gitarist terwijl Sam Bhoot inviel als nieuwe bassist.

## Bezetting

### Huidige bandleden
- Clay Barton - zanger
- Gregg Rossetti - gitarist
- Andrew Distabile - bassist
- April Sese - toetsenist
- Gabe Marshall - drummer

### Voormalige bandleden
- Kevin O'Hara - zanger
- Raffaele Gerace - zanger
- Rick Skibinsky - gitarist
- Kirk Schwenkler - bassist
- Chris Myers - drummer
- Sam Paulicelli - drummer

## Discografie

### Albums
- The Silvery Image (2005)
- A Great Divide (2007)
- When Time Fades... (2008)